# Viktor Stålberg
Viktor Stålberg, född 17 januari 1986 i Göteborg, är en svensk professionell ishockeyforward som spelar för Zug i den schweiziska hockey ligan. Han har spelat för Toronto Maple Leafs, Chicago Blackhawks, Nashville Predators, New York Rangers och Carolina Hurricanes i NHL och Atlant Mytisjtji i Kontinental Hockey League (KHL) och på lägre nivåer för Milwaukee Admirals i American Hockey League (AHL), Frölunda HC i Elitserien och Vermont Catamounts (University of Vermont) i National Collegiate Athletic Association (NCAA).
Han vann Stanley Cup med Chicago Blackhawks 2013.

## Spelarkarriär
Stålberg spelade juniorhockey i Mölndal Hockey och Frölunda HC men åkte sedan vid 20 års ålder till USA för att kombinera Collegehockey med finansstudier på University of Vermont. Han spelade hyfsat de två första säsongerna men den tredje var den bästa i Vermont Catamounts. Han smällde in 23 mål och 20 assist på 36 matcher, vilket gjorde att han blev nominerad till Hobey Baker Award som går till Collegehockeyns bästa spelare.
Under sommaren 2009 skrev Stålberg ett tvåårskontrakt med Toronto Maple Leafs. Han imponerade under försäsongen och tog en plats i laget. Under säsongen gick det tyngre och Stålberg tillbringade mycket tid i Torontos farmarlag, Toronto Marlies. Under sommaren 2010 lämnade Viktor Stålberg Toronto för Chicago Blackhawks i ett byte som innebar att bland annat Kris Versteeg gick i motsatt riktning. Under säsongen 2010/2011 spelade Viktor Stålberg 77 matcher och gjorde 12 mål och 12 assist för Blackhawks. 
På grund av att NHL-säsongen 2012-13 drabbades av lockout gjorde Viktor Stålberg ett framgångsrikt inhopp under hösten 2012 i Frölunda, där han bildade kedja med Matt Duchene och Fabian Brunnström. I november 2012 tecknade han ett nytt korttidskontrakt med KHL-klubben Atlant Mytisjtji.
Viktors moderklubb är Lerums BK, en klubb som fostrat en hel del duktiga spelare. Loui Eriksson, Carl o John Klingberg, Anders Eriksson, för att nämna några. Sen naturligtvis också Viktors bror Sebastian.

## Statistik
| 2005–2006   | Frölunda HC         | J20         | 41  | 27 | 26 | 53  | 89  | 7  | 6 | 5 | 11 | 6  |
| 2006–2007   | Vermont Catamounts  | NCAA        | 39  | 7  | 8  | 15  | 53  | —  | — | — | —  | —  |
| 2007–2008   | Vermont Catamounts  | NCAA        | 39  | 10 | 13 | 23  | 34  | —  | — | — | —  | —  |
| 2008–2009   | Vermont Catamounts  | NCAA        | 39  | 24 | 22 | 46  | 32  | —  | — | — | —  | —  |
|             | Toronto Marlies     | AHL         | —   | —  | —  | —   | —   | 2  | 0 | 1 | 1  | 0  |
| 2009–2010   | Toronto Maple Leafs | NHL         | 40  | 9  | 5  | 14  | 30  | —  | — | — | —  | —  |
|             | Toronto Marlies     | AHL         | 39  | 12 | 21 | 33  | 36  | —  | — | — | —  | —  |
| 2010–2011   | Chicago Blackhawks  | NHL         | 77  | 12 | 12 | 24  | 43  | 7  | 1 | 0 | 1  | 5  |
| 2011–2012   | Chicago Blackhawks  | NHL         | 79  | 22 | 21 | 43  | 34  | 6  | 0 | 2 | 2  | 8  |
| 2012–2013   | Chicago Blackhawks  | NHL         | 47  | 9  | 14 | 23  | 25  | 19 | 0 | 3 | 3  | 6  |
|             | Frölunda HC         | Elitserien  | 11  | 7  | 5  | 12  | 10  | —  | — | — | —  | —  |
|             | Atlant Mytisjtji    | KHL         | 14  | 3  | 7  | 10  | 4   | —  | — | — | —  | —  |
| 2013–2014   | Nashville Predators | NHL         | 70  | 8  | 10 | 18  | 32  | —  | — | — | —  | —  |
| 2014–2015   | Nashville Predators | NHL         | 25  | 2  | 8  | 10  | 18  | 6  | 1 | 2 | 3  | 0  |
|             | Milwaukee Admirals  | AHL         | 20  | 11 | 6  | 17  | 14  | —  | — | — | —  | —  |
| 2015–2016   | New York Rangers    | NHL         | 75  | 9  | 11 | 20  | 22  | 5  | 0 | 0 | 0  | 6  |
| 2016–2017   | Carolina Hurricanes | NHL         | 57  | 9  | 3  | 12  | 33  | —  | — | — | —  | —  |
| NHL totalt  | NHL totalt          | NHL totalt  | 470 | 80 | 84 | 164 | 237 | 43 | 2 | 7 | 9  | 25 |
| AHL totalt  | AHL totalt          | AHL totalt  | 59  | 23 | 27 | 50  | 50  | 2  | 0 | 1 | 1  | 0  |
| NCAA totalt | NCAA totalt         | NCAA totalt | 117 | 41 | 43 | 84  | 119 | —  | — | — | —  | —  |